# Линия 1 (Стамбульский трамвай)
Трамвайная линия T1 Кабаташ— Багджилар (тур. T1 Kabataş–Bağcılar tramvay hattı) — первый маршрут современного стамбульского трамвая, действующий с 1992 года. Оператор линии — Metro Istanbul. Трамваи следуют от Багджилара до Кабаташа через исторический центр Стамбула, благодаря чему линия пользуется большой популярностью не только у горожан, но и туристов. Длина линии 19,3 км, на маршруте 31 остановка, время в пути 65 мин. На линии работает 92 вагона. Движение осуществляется с 6:00 утра до полуночи, минимальный интервал в часы пик 2 мин. Ежедневно линией пользуются 370 тыс. пассажиров.

## История[2]
13 июня 1992 года первая очередь линии соединила Аксарай с площадью Беязыт. Месяц спустя линия была продлена до железнодорожного вокзала Сиркеджи. Накануне Нового 1993 года линия приросла шестью станциями в западном направлении, достигнув Топкапы.
10 марта 1994 года введён в эксплуатацию участок от Топкапы до Зейтинбурну. Ещё через два года линия продлена от Сиркеджи до пристани Эминёню и почти девять лет более не развивалась.
30 января 2005 года началось движение на вновь построенном продолжении линии от Эминёню до Фындыклы (Университет им. Мимара Синана), через полтора года линия достигла Кабаташа.
16 сентября 2006 года введена в эксплуатацию вторая линия современного стамбульского трамвая T2 от Зейтинбурну до Багджилара. 3 февраля 2011 года она стала частью T1.
| Очередь строительства | Участок                                      | Кол-во остановок | Длина, км | Дата открытия |
| --------------------- | -------------------------------------------- | ---------------- | --------- | ------------- |
| 1                     | Аксарай — Беязыт—Большой базар               | 3                | 1,2       | 13.06.1992    |
| 2                     | Беязыт—Большой базар — Сиркеджи              | 5                | 2,0       | 10.07.1992    |
| 3                     | Аксарай — Топкапы                            | 7                | 3,2       | 29.12.1992    |
| 4                     | Топкапы — Зейтинбурну                        | 6                | 4,0       | 10.03.1994    |
| 5                     | Сиркеджи — Эминёню                           | 2                | 0,6       | 20.04.1996    |
| 6                     | Эминёню — Фындыклы—Университет Мимара Синана | 4                | 2,5       | 30.01.2005    |
| 7                     | Фындыклы—Университет Мимара Синана — Кабаташ | 2                | 0,6       | 29.06.2006    |
| 8                     | Зейтинбурну — Багджилар                      | 9                | 5,2       | 14.09.2006    |

## Маршрут
| № п/п          | Остановка                                       | Район Стамбула         | Пересадки | Достопримечательности                                                         |
| -------------- | ----------------------------------------------- | ---------------------- | --------- | ----------------------------------------------------------------------------- |
| 1              | Кабаташ                                         | Бейоглу                |           | Дворец Долмабахче                                                             |
| 2              | Фындыклы—Университет Мимара Синана              | Бейоглу                |           | Университет изящных искусств имени Мимара Синана                              |
| 3              | Топхане                                         | Бейоглу                |           | Стамбульский музей современного искусства・Галатапорт                         |
| 4              | Каракёй                                         | Бейоглу                |           | Галатский мост・Галатская башня                                               |
| Галатский мост |                                                 |                        |           |                                                                               |
| 5              | Эминёню                                         | Фатих                  |           | Эминёню・Галатский мост・Египетский базар・Новая мечеть                       |
| 6              | Сиркеджи                                        | Фатих                  |           | Вокзал Сиркеджи・Парк Гюльхане                                                |
| 7              | Гюльхане                                        | Фатих                  |           | Парк Гюльхане                                                                 |
| 8              | Султанахмет                                     | Фатих                  |           | Св. София・Голубая мечеть・пл. Султанахмет・Дворец Топкапы・Цистерна Базилика |
| 9              | Чемберлиташ                                     | Фатих                  |           | Колонна Константина・Мечеть Нуруосмание                                       |
| 10             | Беязыт—Большой базар                            | Фатих                  |           | Большой базар・Мечеть Баезид・Стамбульский университет                        |
| 11             | Лалели—Стамбульский университет                 | Фатих                  |           | Стамбульский университет・Мечеть Лалели                                       |
| 12             | Аксарай                                         | Фатих                  |           | Мечеть Пертевниял Валиде-султан                                               |
| 13             | Юсуфпаша                                        | Фатих                  |           |                                                                               |
| 14             | Хасеки                                          | Фатих                  |           |                                                                               |
| 15             | Фындыкзаде                                      | Фатих                  |           |                                                                               |
| 16             | Чапа—Шехремини                                  | Фатих                  |           |                                                                               |
| 17             | Пазартекке                                      | Фатих                  |           |                                                                               |
| 18             | Топкапы                                         | Зейтинбурну            |           | Исторический музей-панорама 1453 года                                         |
| 19             | Джевизлибаг—Студенческое общежитие им. Атакюрка | Зейтинбурну            |           |                                                                               |
| 20             | Меркез-Эфенди                                   | Зейтинбурну            |           |                                                                               |
| 21             | Сейитнизам-Акшемесеттин                         | Зейтинбурну            |           |                                                                               |
| 22             | Митхатпаша                                      | Зейтинбурну            |           |                                                                               |
| 23             | Зейтинбурну                                     | Бакыркёй               |           |                                                                               |
| 24             | Мехмет-Акиф                                     | Гюнгёрен, Бахчелиэвлер |           |                                                                               |
| 25             | Центр текстиля Merter                           | Гюнгёрен, Бахчелиэвлер |           |                                                                               |
| 26             | Гюнгёрен                                        | Гюнгёрен               |           |                                                                               |
| 27             | Акынджилар                                      | Гюнгёрен               |           |                                                                               |
| 28             | Соганлы                                         | Гюнгёрен               |           |                                                                               |
| 29             | Явуз-Селим                                      | Гюнгёрен               |           |                                                                               |
| 30             | Гюнештепе                                       | Гюнгёрен               |           |                                                                               |
| 31             | Багджилар                                       | Багджилар              |           |                                                                               |

## Подвижной состав
Первоначально на линии использовался подвижной состав производства ABB, который имел высокий пол и не имел ступенек, поэтому все остановки были оборудованы высокими платформами. В 2003 году «Бомбардье» поставила 55 низкопольных трамваев типа Flexity Swift A32 максимальной вместимостью 272 пассажира. Так как новые и старые трамваи требовали разной высоты платформ, их одновременная эксплуатация была невозможна. Переход на новый подвижной состав состоялся 30 мая 2004 года. До тех пор, пока старые высокие перроны не были заменены на низкие, на остановках были установлены временные низкие перроны. Высокопольный подвижной состав был передан стамбульскому лёгкому метрополитену.

Для интеграции линии T2 Зейтинбурну—Багджилар были заказаны 37 трамваев Alstom Citadis X04, вышедшие на маршрут после испытаний в 2011 году. Максимальная вместимость сдвоенного состава — 500 пассажиров.

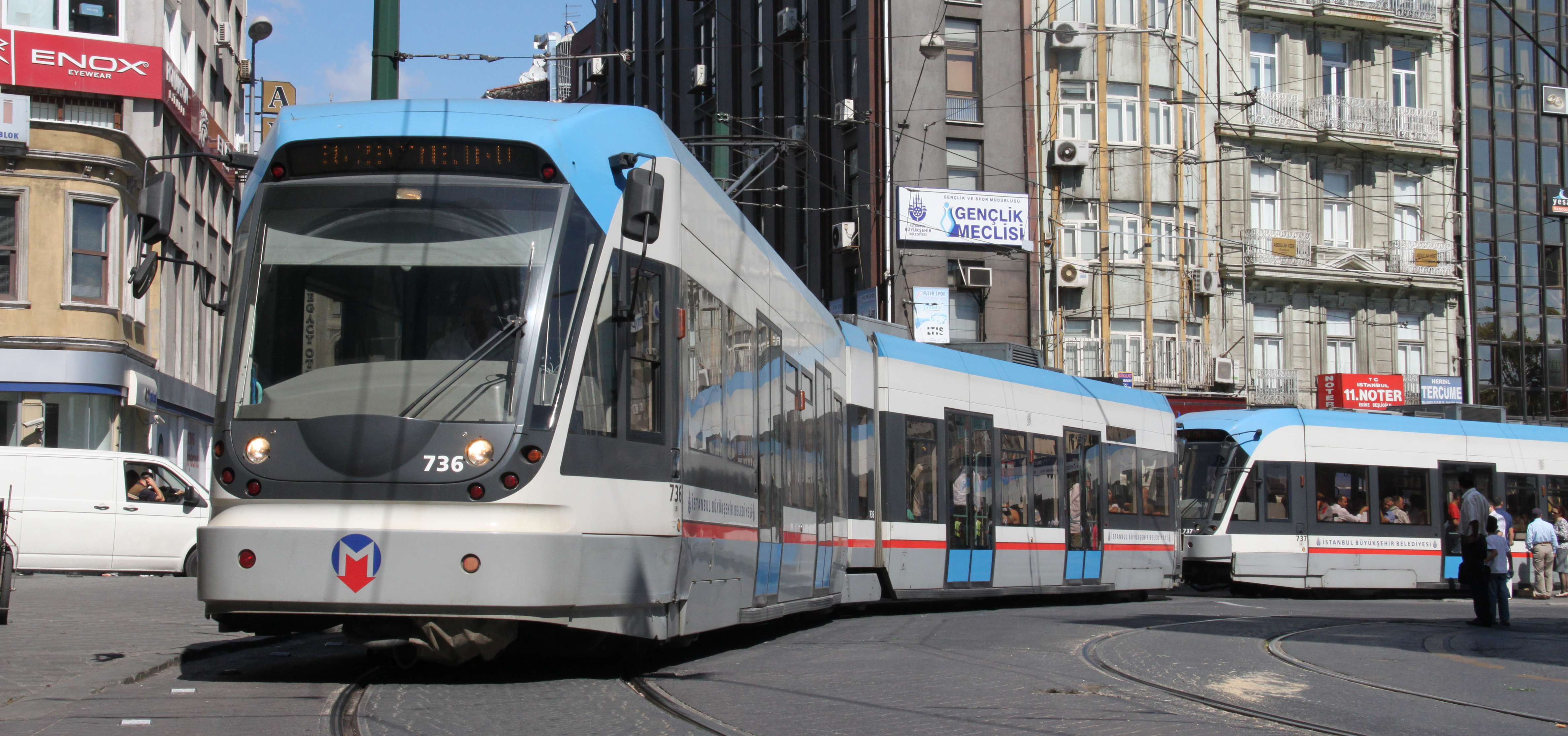
Bombardier Flexity Swift A32
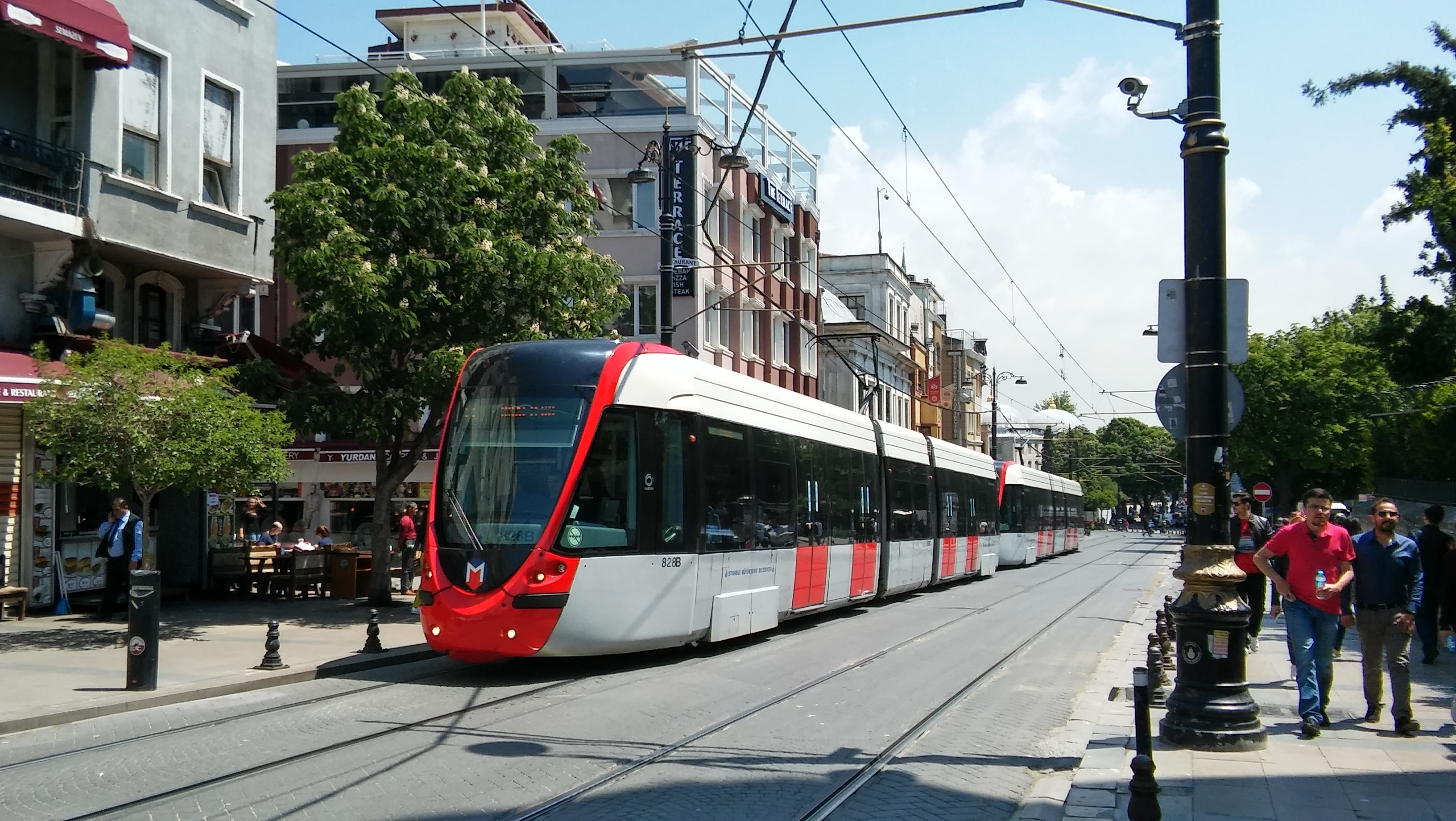
Alstom Citadis X04